# HD 215497
HD 215497 é uma estrela na constelação de Tucana. Tem uma magnitude aparente visual de  8,95, sendo invisível a olho nu. Com base em medições de paralaxe, está localizada a uma distância de aproximadamente 132 anos-luz (40,6 parsecs) da Terra. Sua magnitude absoluta visual é igual a 5,76.
HD 215497 é classificada com um tipo espectral de K3V, o que indica que é uma estrela de classe K da sequência principal (anã laranja), similar ao Sol porém menor e mais fria. Tem uma massa equivalente a 86% da massa solar e um raio de 87% do raio solar. Está irradiando energia de sua fotosfera com 47% da luminosidade solar, a uma temperatura efetiva de 5 128 K. É uma estrela com baixa atividade cromosférica e é rica em metais com um conteúdo de ferro 70% superior ao solar.
Anunciados em 2009, dois planetas extrassolares são conhecidos orbitando HD 215497, detectados pelo método da velocidade radial a partir de observações com o espectrógrafo HARPS. O planeta mais interno, HD 215497 b, orbita muito perto da estrela com um período orbital de 3,93 dias e é uma super-Terra, tendo uma massa mínima de 6,6 vezes a massa da Terra. O outro planeta, HD 215497 c, tem uma massa mínima de 0,33 massas de Júpiter, comparável à massa de Saturno, e tem uma órbita mais afastada com um período de 568 dias e alta excentricidade de 0,49.
| Planeta | Massa    | Semieixo maior (UA) | Período orbital (dias) | Excentricidade |
| ------- | -------- | ------------------- | ---------------------- | -------------- |
| b       | >6,6 M⊕  | 0,047               | 3,93404 ± 0,00066      | 0,16 ± 0,09    |
| c       | >0,33 MJ | 1,282               | 567,94 ± 2,70          | 0,49 ± 0,04    |